# Kelefesia
Kelefesia (auch: Falafagea, Fallafajea, Kelifijia) ist eine Insel im Archipel Haʻapai, die zum Königreich Tonga gehört.

## Geografie
Das Motu liegt im Süden von ʻOtu Muʻomuʻa und ist die südlichste Insel der Nuku-Islands-Gruppe. Zusammen mit Hunga Tonga ist sie die südlichste Insel der Haʻapai-Gruppe am Übergang zu Tongatapu.
Die Insel hat etwa die Form eines Beilblattes und ist von vielgestaltigen Korallenriffen umgeben.

## Klima
Das Klima ist tropisch heiß, wird jedoch von ständig wehenden Winden gemäßigt. Ebenso wie die anderen Inseln der Haʻapai-Gruppe wird Kelefesia gelegentlich von Zyklonen heimgesucht.